# Ист-Ла-Мирада
Ист-Ла-Мирада (англ. East La Mirada) — статистически обособленная местность, расположенная в округе Лос-Анджелес (штат Калифорния, США) с населением 9757 человек по данным переписи 2010 года.

## География
По данным Бюро переписи населения США статистически обособленная местность Ист-Ла-Мирада имеет общую площадь в 2,85 квадратных километров, водных ресурсов в черте населённого пункта не имеется.
Статистически обособленная местность Ист-Ла-Мирада расположена на высоте 69 метров над уровнем моря.

## Демография
| Год переписи      | Нас.  |  | %±     |
| ----------------- | ----- |  | ------ |
| 1970              | 12339 |  | —      |
| 1980              | 9688  |  | −21,5% |
| 1990              | 9367  |  | −3,3%  |
| 2000              | 9538  |  | 1,8%   |
| 2010              | 9757  |  | 2,3%   |
| 1970–2010 source: |       |  |        |

По данным переписи населения 2000 года в Ист-Ла-Мирада проживало 9538 человек, 2480 семей, насчитывалось 3321 домашнее хозяйство и 3382 жилых дома. Средняя плотность населения составляла около 3304,6 человек на один квадратный километр. Расовый состав Ист-Ла-Мирада по данным переписи распределился следующим образом: 75,29 % белых, 1,79 % — чёрных или афроамериканцев, 0,77 % — коренных американцев, 3,65 % — азиатов, 0,14 % — выходцев с тихоокеанских островов, 4,89 % — представителей смешанных рас, 13,48 % — других народностей. Испаноговорящие составили 38,16 % от всех жителей статистически обособленной местности.
Из 3321 домашних хозяйств в 36,7 % — воспитывали детей в возрасте до 18 лет, 58,1 % представляли собой совместно проживающие супружеские пары, в 12,0 % семей женщины проживали без мужей, 25,3 % не имели семей. 19,8 % от общего числа семей на момент переписи жили самостоятельно, при этом 8,6 % составили одинокие пожилые люди в возрасте 65 лет и старше. Средний размер домашнего хозяйства составил 2,86 человек, а средний размер семьи — 3,32 человек.
Население статистически обособленной местности по возрастному диапазону по данным переписи 2000 года распределилось следующим образом: 27,5 % — жители младше 18 лет, 9,2 % — между 18 и 24 годами, 30 % — от 25 до 44 лет, 20,8 % — от 45 до 64 лет и 12,5 % — в возрасте 65 лет и старше. Средний возраст жителей составил 35 лет. На каждые 100 женщин в Ист-Ла-Мирада приходилось 94,6 мужчин, при этом на каждые сто женщин 18 лет и старше приходилось 91,3 мужчин также старше 18 лет.
Средний доход на одно домашнее хозяйство в статистически обособленной местности составил 51 440 долларов США, а средний доход на одну семью — 59 063 доллара. При этом мужчины имели средний доход в 46 395 долларов США в год против 31 670 долларов среднегодового дохода у женщин. Доход на душу населения в статистически обособленной местности составил 20 613 долларов в год. 4,3 % от всего числа семей в округе и 5,8 % от всей численности населения находилось на момент переписи населения за чертой бедности, при этом 2,7 % из них были моложе 18 лет и 10,3 % — в возрасте 65 лет и старше.